# Szydłowo (Mazovië)
Szydłowo is een dorp in het Poolse woiwodschap Mazovië, in het district Mławski. De plaats maakt deel uit van de gemeente Szydłowo.